# Viersat
Viersat ist eine Gemeinde in Frankreich. Sie gehört zur Region Nouvelle-Aquitaine, zum Département Creuse, zum Arrondissement Aubusson und zum Kanton Évaux-les-Bains. 

## Geografie
Sie grenzt im Norden an Lamaids, im Nordosten an Quinssaines, im Osten an Teillet-Argenty, im Süden an Budelière und Chambon-sur-Voueize, im Südwesten an Lépaud und im Westen an Nouhant. Das Siedlungsgebiet besteht aus den Dörfern L'Age-Bardon, L'Age-Soussac, Basroucheix, Basse-Combraille, Les Brandes, Chaumebrandy, Combrailles, Le Deveix, Étang-de-Montliard, Le Faux, Les Forges, La Gagnerie, Gandouly, Le Genêt, Lascaux, Leyrat, La Maison-Rouge, Le Monteil, Montliard, La Planche, Le Puy-Bardin, Le Puy-Japin, Sérézat und Vallières.

## Bevölkerungsentwicklung
| Jahr      | 1962 | 1968 | 1975 | 1982 | 1990 | 1999 | 2008 | 2012 |
| --------- | ---- | ---- | ---- | ---- | ---- | ---- | ---- | ---- |
| Einwohner | 446  | 464  | 396  | 343  | 378  | 348  | 335  | 348  |

## Sehenswürdigkeiten
- Kirche Saint-Sulpice und Saint-Blaise